# Estat Falcón
Falcón és un dels 23 estats en què és dividida Veneçuela. La capital de l'estat és Coro. Coro i el seu port, estan inscrits a la llista del Patrimoni de la Humanitat des de l'any 1993, i també a la llista en perill des del 2005.

## Divisió administrativa
L'estat es divideix en 25 municipis:
| Municipi          | Capital                  |
| ----------------- | ------------------------ |
| Acosta            | San Juan de los Cayos    |
| Bolívar           | San Luis                 |
| Buchivacoa        | Capatárida               |
| Cacique Manaure   | Yaracal                  |
| Carirubana        | Punto Fijo               |
| Colina            | La Vela de Coro          |
| Dabajuro          | Dabajuro                 |
| Democracia        | Pedregal                 |
| Falcón            | Pueblo Nuevo             |
| Federación        | Churuguara               |
| Jacura            | Jacura                   |
| Los Taques        | Santa Cruz de Los Taques |
| Mauroa            | Mene de Mauroa           |
| Miranda           | Santa Ana de Coro        |
| Monseñor Iturriza | Chichiriviche            |
| Palma Sola        | Palma Sola               |
| Petit             | Cabure                   |
| Píritu            | Píritu                   |
| San Francisco     | Mirimire                 |
| Silva             | Tucacas                  |
| Sucre             | La Cruz de Taratara      |
| Tocopero          | Tocopero                 |
| Unión             | Santa Cruz de Bucaral    |
| Urumaco           | Urumaco                  |
| Zamora            | Puerto Cumarebo          |

## Governadors
- Stella Lugo (2008-)
- Jesús Montilla (2004-2008)
- Jesús Montilla (2000-2004)
- José Curiel (1995-1998)